# Pelagonemertes brinkmanni
Pelagonemertes brinkmanni är en djurart som tillhör fylumet slemmaskar, och som beskrevs av Ernest F. Coe 1926. Pelagonemertes brinkmanni ingår i släktet Pelagonemertes och familjen Pelagonemertidae. Inga underarter finns listade i Catalogue of Life.